# Льюїстаун (Міссурі)
Льюїстаун (англ. Lewistown) — місто (англ. city) в США, в окрузі Люїс штату Міссурі. Населення — 521 особа (2020).

## Географія
Льюїстаун розташований за координатами 40°5′5″ пн. ш. 91°48′50″ зх. д. / 40.08472° пн. ш. 91.81389° зх. д. (40.084788, -91.813752).  За даними Бюро перепису населення США в 2010 році місто мало площу 1,24 км², уся площа — суходіл.

## Демографія
Згідно з переписом 2010 року, у місті мешкали 534 особи в 244 домогосподарствах у складі 144 родин. Густота населення становила 429 осіб/км².  Було 288 помешкань (232/км²).
Расовий склад населення:
| - 98,5 % — білих - 1,1 % — чорних або афроамериканців |

До двох чи більше рас належало 0,4 %. Частка іспаномовних становила 0,0 % від усіх жителів.
За віковим діапазоном населення розподілялося таким чином: 24,7 % — особи молодші 18 років, 58,3 % — особи у віці 18—64 років, 17,0 % — особи у віці 65 років та старші. Медіана віку мешканця становила 41,0 року. На 100 осіб жіночої статі у місті припадало 92,8 чоловіків;  на 100 жінок у віці від 18 років та старших — 97,1 чоловіків також старших 18 років.
Середній дохід на одне домашнє господарство  становив 39 843 долари США (медіана — 36 528), а середній дохід на одну сім'ю — 57 630 доларів (медіана — 47 500). Медіана доходів становила 36 875 доларів для чоловіків та 22 414 долари для жінок. За межею бідності перебувало 9,8 % осіб, у тому числі 1,7 % дітей у віці до 18 років та 24,5 % осіб у віці 65 років та старших.
Цивільне працевлаштоване населення становило 259 осіб. Основні галузі зайнятості: виробництво — 25,9 %, освіта, охорона здоров'я та соціальна допомога — 24,3 %, науковці, спеціалісти, менеджери — 10,8 %, транспорт — 8,9 %.